# Narodniki

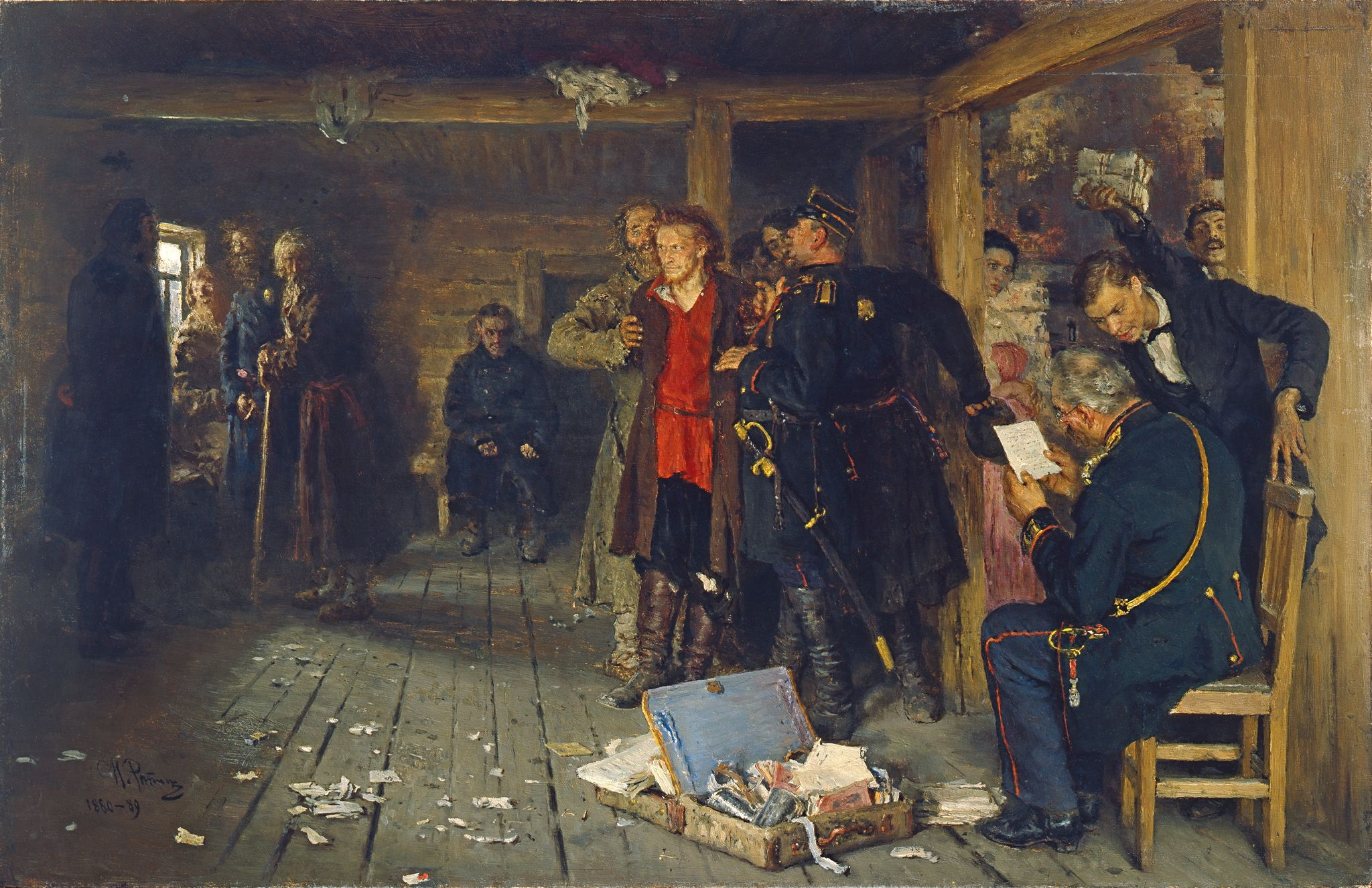
Arrestatie van een propagandist (1892) door Ilya Repin.

De narodniki (Russisch: народники) waren een Russische revolutionaire beweging uit de tweede helft van de 19e en het begin van de 20e eeuw.
De narodniki streefden ernaar een rechtvaardige, democratische en socialistische samenleving op te bouwen op basis van de obsjtsjina, de Russische dorpsgemeenschap. Hun ideaal was een samenleving waarin bijna iedereen landbouwer zou zijn en er alleen kleine, op zelfvoorziening gerichte agrarische gezinsbedrijven zouden bestaan, met regelmatige herverdeling van de grond door de dorpsgemeenschap, om grote verschillen in rijkdom te voorkomen. De narodniki zagen de bestaande Russische boerengemeenschap als een voorbode en beginstadium voor de toekomstige maatschappij. De narodniki geloofden daarom dat Rusland een eigen speciale weg naar het socialisme moest afleggen die afweek van West-Europa. De eerste narodniki beweerden dat Rusland geen kapitalistische fase hoeft door te lopen om het socialisme te verwezenlijken. Belangrijke grondleggers van het gedachtegoed waren Alexander Herzen, Nikolaj Tsjernysjevski, Pjotr Lavrov en Nikolaj Michailovski.
Rond 1880 nam de beweging in Rusland een meer radicale vorm aan toen een groep jonge intellectuelen die deze ideeën aanhingen, zich verenigden in de beweging Narodnaja Volja ("Wil van het Volk"). Ze hoopten de revolutie te kunnen voorbereiden met een reeks terroristische aanslagen. Dit leidde tot de moord op tsaar Alexander II van Rusland en, als reactie hierop, een verscherpt optreden van de geheime dienst Ochrana. De intellectuelen van Narodnaja Volja waren echter nogal geïsoleerd van het eenvoudige volk, die ze propageerden te vertegenwoordigen.
Veel Russische intellectuelen, waaronder de schrijver Lev Tolstoj, sympathiseerden destijds met deze ideeën, hoewel de meeste sympathisanten van deze ideeën de terreur verwierpen.
Een politieke partij aan het begin van de 20e eeuw, die de idealen van de narodniki was toegedaan, was de Sociaal-Revolutionaire Partij, en later de trudoviken, die een grote aanhang onder de boerenbevolking verwierf.